# St. Othmar (Pfettrach)

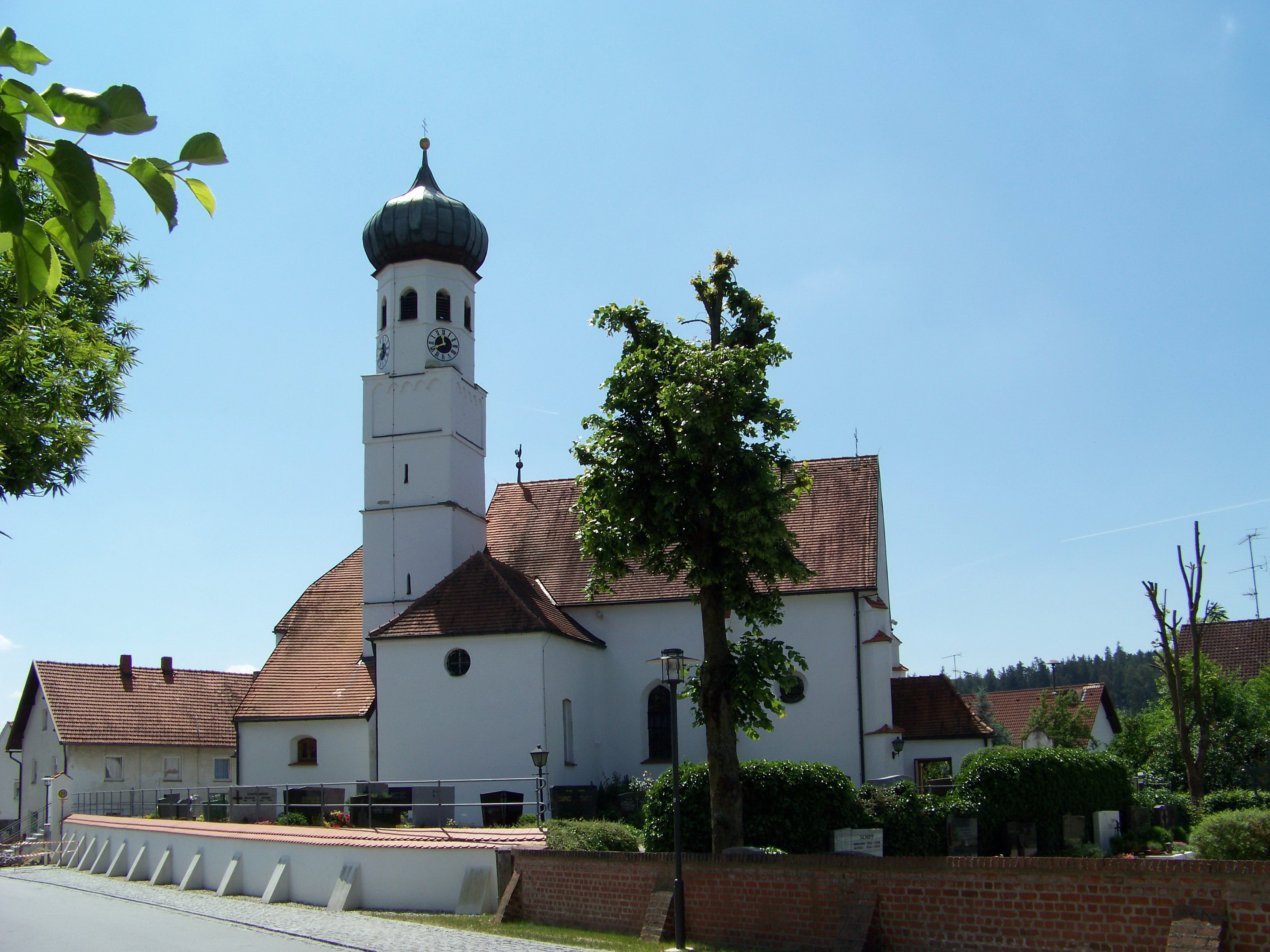
Außenansicht der Pfarrkirche St. Othmar in Pfettrach von Norden

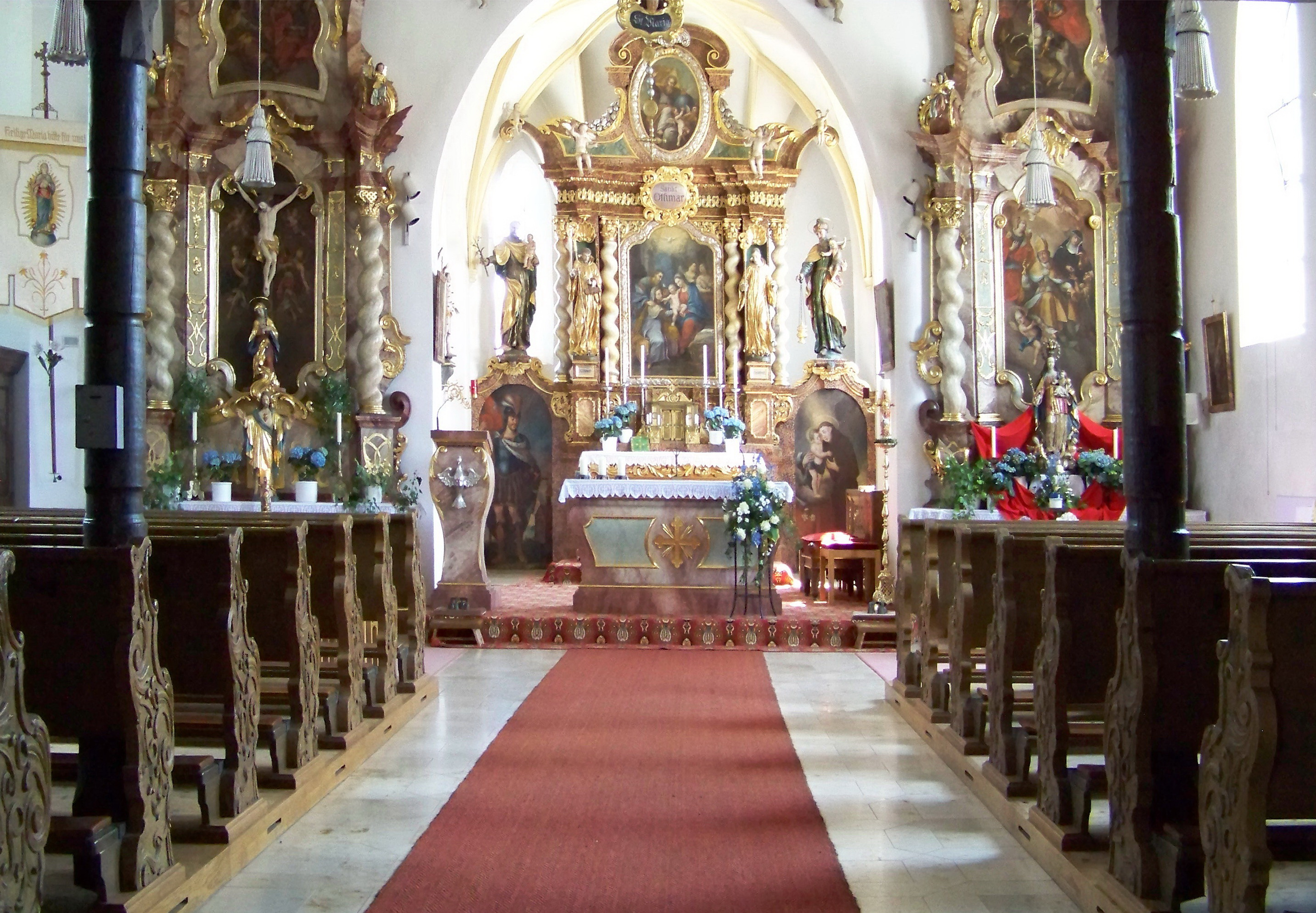
Innenraum

Die römisch-katholische Kuratiekirche St. Othmar in Pfettrach, einem Gemeindeteil des Marktes Altdorf im niederbayerischen Landkreis Landshut, ist eine spätgotische Saalkirche, die wohl zwischen 1490 und 1500 erbaut wurde. Sie ist der Pfarrei Mariä Heimsuchung in Altdorf zugeordnet, deren Filiale Pfettrach einst war. Das Gotteshaus trägt das Patrozinium des heiligen Othmar von St. Gallen (Gedenktag: 16. November) und ist als Baudenkmal mit der Nummer D-2-74-113-18 beim Bayerischen Landesamt für Denkmalpflege eingetragen.

## Geschichte
Der Ortsname Pfettrach wurde als Phetarah bereits um 800 nach Christus in einem Übergabebuch des Klosters Mondsee erstmals erwähnt. Bereits um 955, also zur Zeit der Ungarneinfälle, wurde in Pfettrach eine erste Kirche erbaut. Der romanische Nachfolgerbau entstand um 1250. Der heutige Bau geht im Kern auf die Zeit um 1490/1500 zurück und wurde von einem Meister der Landshuter Bauhütte geschaffen. Um 1700/10 wurde St. Othmar durch den Pfeffenhausener Maurermeister Hans Widtmann barockisiert. Zur selben Zeit wurde auch der überwiegende Teil der heutigen Ausstattung angeschafft. 1804/05 wurde die Kirche um die sogenannte Grafenkapelle erweitert. Diese enthält die Familiengruft der damaligen Schlossherren von Pfettrach, der Grafen von Deroy. Gegen Ende des 19. Jahrhunderts entstanden die westliche Vorhalle und die Sakristei, die am Chorscheitel angebaut wurde.

## Architektur

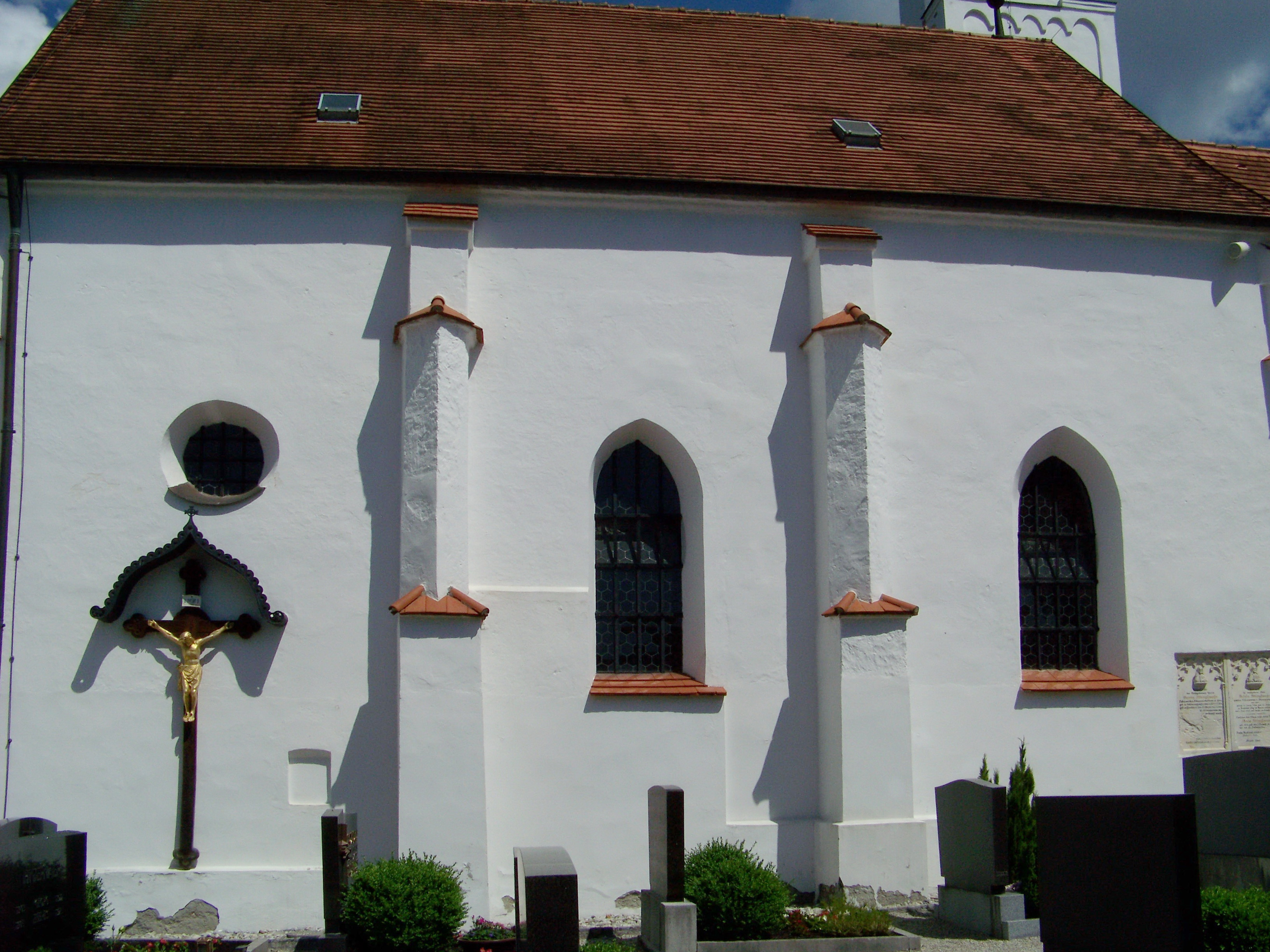
Langhaus von Süden

### Außenbau
Die nach Osten ausgerichtete, vollständig verputzte Saalkirche verfügt über ein Langhaus zu drei Achsen und einen eingezogenen, zweijochigen Chor mit Schluss in drei Achteckseiten. Sakristei und Turm sind an die nördliche Chorflanke angebaut. Spätere Erweiterungen stellen die Grafenkapelle, die auf der Nordseite der vorderen Langhausachse angefügt wurde, die Sakristei am Chorscheitel und die westliche Vorhalle dar. Letztere enthält das Portal, welches den einzigen Zugang zum Kircheninneren darstellt.
Die Fensteröffnungen – in der westlichen Langhausachse und an der Nordseite des Presbyteriums sind keine Fenster zu finden – sind der Erbauungszeit entsprechend spitzbogig ausgeführt. Der Chor wird außen durch schwache Dreieckstreben und einen Dachfries gegliedert, das Langhaus durch Strebepfeiler mit rechteckigem Profil. Der Turm, der leicht in den quadratischen Baukörper der Sakristei einspringt, weist seinerseits einen quadratischen Grundriss auf. Der Unterbau wird von einem Spitzbogenfries belebt. Darüber erhebt sich ein oktogonaler Aufsatz mit allseitigen Schallöffnungen und barocker Zwiebelkuppel.

### Innenraum
Der Chor weist innen ein sternförmig figuriertes Gewölbe aus birnstabförmigen Rippen auf. Diese ruhen auf halbrunden Profilkonsolen. Der Altarraum wird von rechteckigen Wandpfeilern und spitzen Schildbögen gegliedert. Den Übergang zum Langhaus vermittelt ein spitzer, beidseits gefaster Chorbogen. Die Gliederung des Langhauses erfolgt ebenfalls mittels rechteckiger Wandpfeiler. Darauf ruhten ehemals spitze, in der Barockzeit ausgerundete Schildbögen. Anstelle eines gotischen Gewölbes befindet sich heute eine barocke Spiegeldecke. Der Raum im Turmuntergeschoss wird von einem Kreuzrippengewölbe überspannt, Sakristei und Grafenkapelle von einer Flachdecke.

## Ausstattung

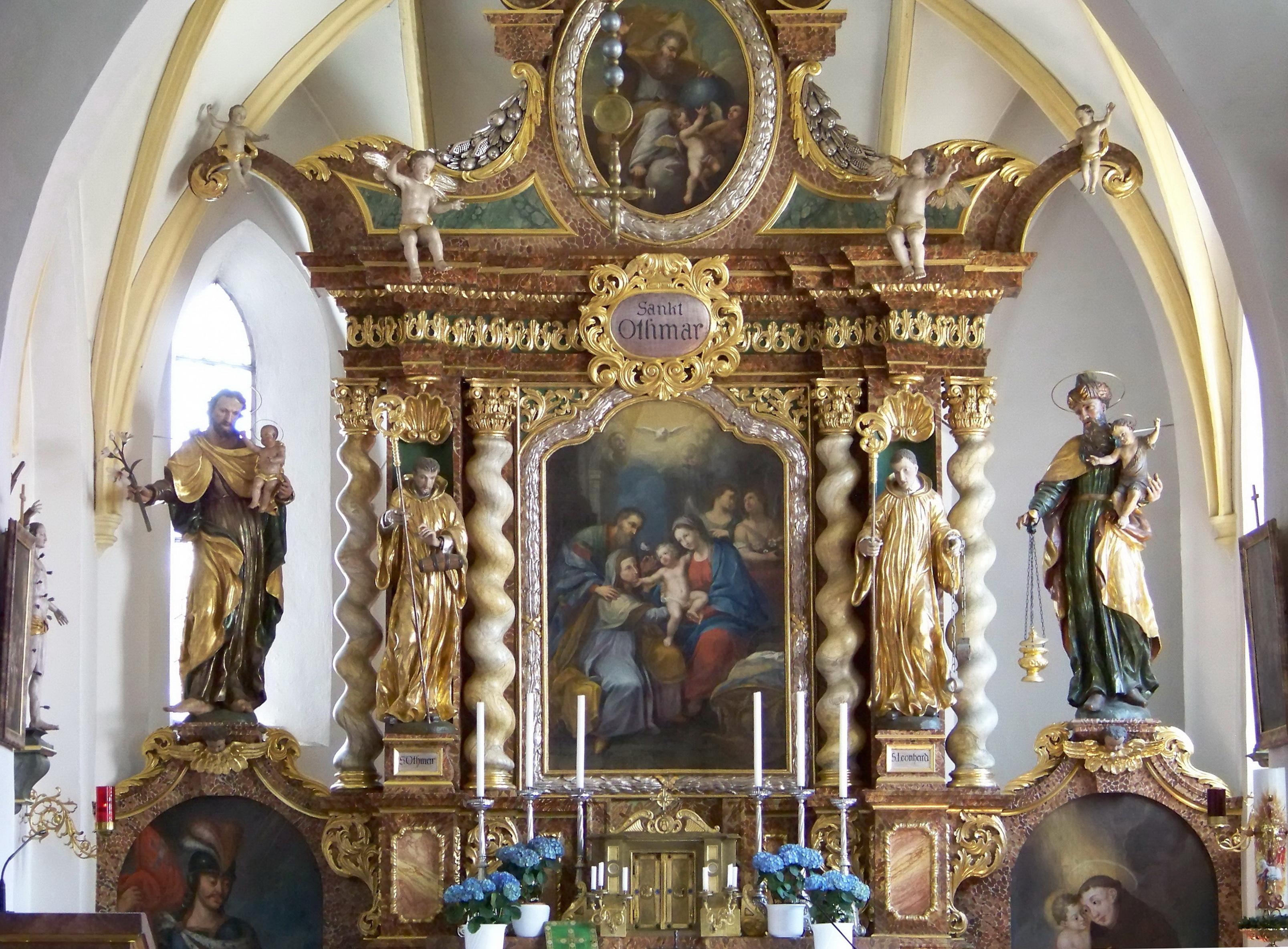
Hochaltar

Der Innenraum wird von dem barocken Hochaltar mit vier gewundenen Säulen aus dem frühen 18. Jahrhundert dominiert. Er weist Figuren des Kirchenpatrons Othmar (links) und des heiligen Leonhard (rechts) auf. Diese flankieren das Altarblatt mit einer Darstellung der Heiligen Familie. Der Altar besitzt seitliche Durchgänge, deren Türen Gemälde der Heiligen Florian (links) und Antonius von Padua (rechts) zieren. Über den Durchgängen sind Figuren der Heiligen Josef und Zacharias angebracht. Das Antependium ist mit Akanthusranken verziert und weist eine Darstellung des berittenen St. Georg auf. Die als Pendants ausgeführten Seitenaltäre mit je zwei gewundenen Säulen sind im frühen Rokokostil ausgeführt und dürften um 1740 entstanden sein.
Am Chorgewölbe befinden sich barocke Stuckaturen aus der zweiten Hälfte des 17. Jahrhunderts. Die Stuhlwangen stammen aus der Zeit des frühen Rokoko und weisen aufwändige Blatt- und Bandwerkschnitzereien auf.

### Orgel

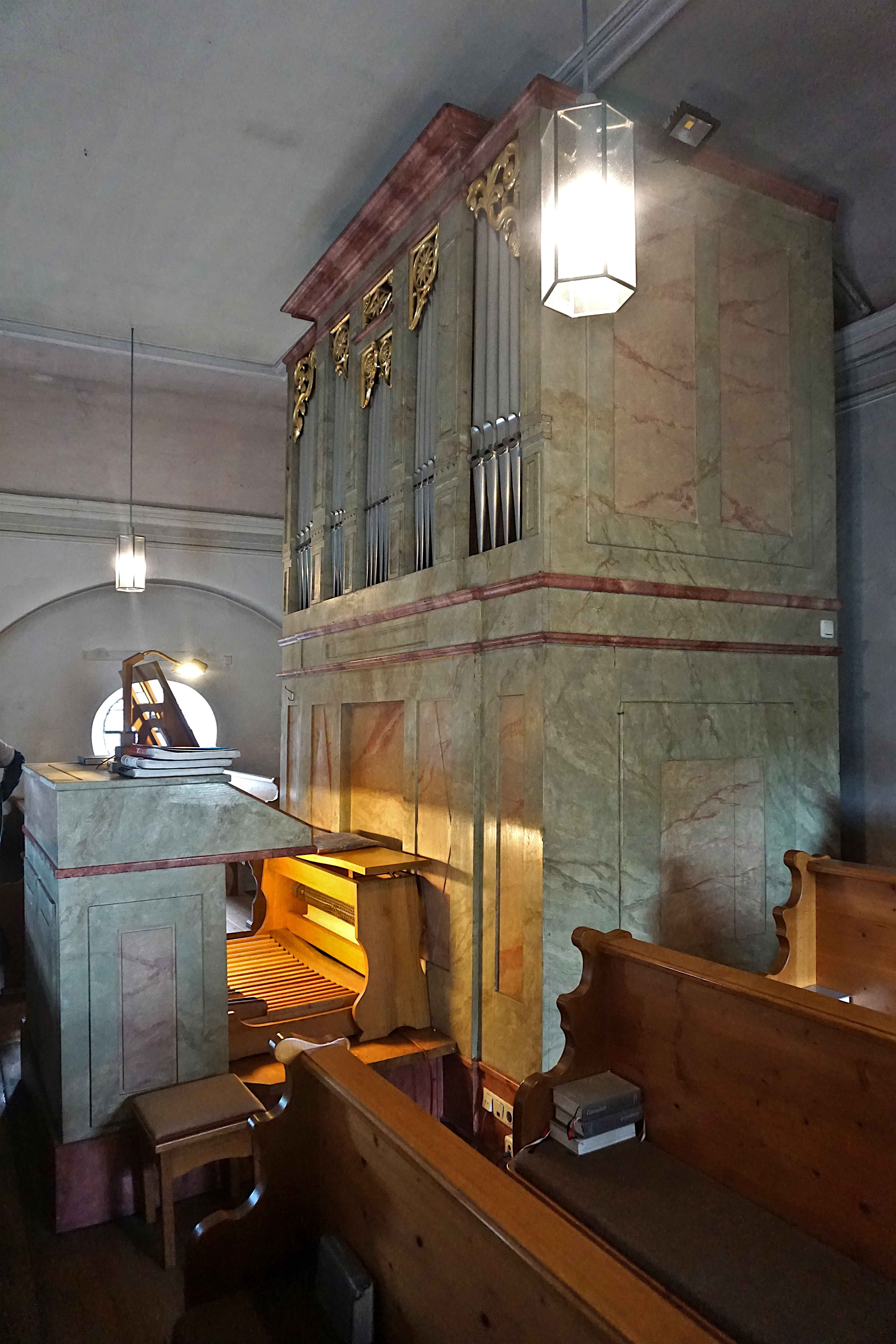
Siemann-Orgel

Um 1835 erhielt St. Othmar eine Orgel des Landshuter Orgelbauers Joseph Schweinacher, von der nur noch der klassizistische Prospekt erhalten ist. Darin erbaute Willibald Siemann im Jahr 1920 ein neues Werk. Das Kegelladeninstrument mit pneumatischer Spiel- und Registertraktur besitzt einen freistehenden Spieltisch. Es verfügt über sechs Register auf zwei Manualen und Pedal. Die Disposition lautet wie folgt:
| I Manual C–f3 |               |    |
| 1.            | Salicional    | 8′ |
| 2.            | Flaut amabile | 8′ |

| II Manual C–f3 |              |    |
| 3.             | Principal    | 8′ |
| 4.             | Gedackt      | 8′ |
| 5.             | Traversflöte | 4′ |

| Pedal C–d1 |        |     |
| 6.         | Subbaß | 16′ |

- Koppeln: II/I, Super II/I, Sub II/I, I/P, II/P
- Spielhilfen: Tutti

Anmerkungen:
1. ↑  später hinzugefügt

### Glocken
Aus dem Zwiebelturm läuten drei Glocken. Die Marienglocke wurde 1911 gegossen und überdauerte beide Weltkriege. Die Michaelsglocke und die Sterbeglocke entstanden im Jahr 1949. Die lateinischen Inschriften der Glocken dürcken die christliche Hilfe Mariens, den Kampf des Erzengels Michael gegen das Böse sowie die Liebe des Herrn aus.

## Umgebung

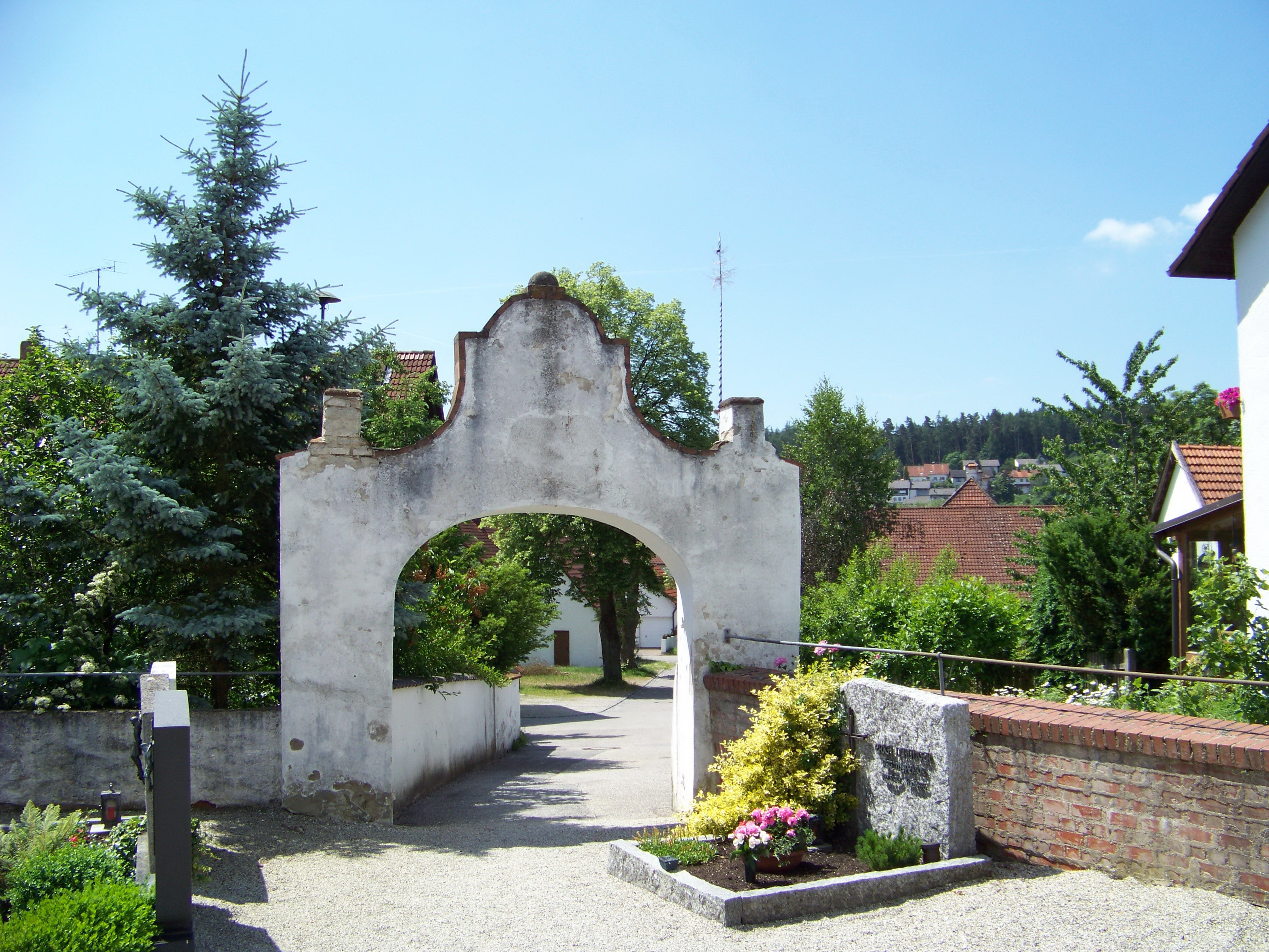
Barockes Friedhofstor

Die Kirche ist von einem Friedhof umgeben. Das Friedhofstor stammt aus der Barockzeit und enthält eine Heiligenfigur. Das Seelenhaus, ein massiver Steildachbau, dürfte im 19. Jahrhundert entstanden sein.
Rund 100 Meter südwestlich der Kirche befand sich das inzwischen abgegangene Schloss Pfettrach, im Mittelalter als Wasserburg erbaut.